# Catalogo musicale
Un catalogo musicale o tematico è il catalogo delle composizioni musicali di un compositore. Esso può essere organizzato secondo diversi criteri, quali per esempio data di composizione, data di pubblicazione, catalogazioni e numeri di opus precedenti, tipologia o strumentazione.
Il numero di catalogo identifica un'opera all'interno della catalogazione in questione, ed è spesso preceduto da una sigla legata al nome del catalogo. Per esempio, le sigle BWV, K., WoO e HWV sono legate ai relativi cataloghi tematici e largamente usate per riferirsi a specifici lavori.

## Lista di cataloghi musicali
La seguente lista, in forma incompleta, contiene i dettagli di gran parte dei cataloghi che sono stati in uso, e che, in molti casi, sono rimasti nell'uso.
| Compositore o editore                         | Autore e dettagli di pubblicazione | Abbreviazione o simbolo | Note |
| --------------------------------------------- | --- | ----------------------- | --- |
| Karl Friedrich Abel                           | Walter Knape, Bibliographisch-thematisches Verzeichnis der Kompositionen von Karl Friedrich Abel (1723-1787), Cuxhaven, [autopubblicato], 1972, OCLC 174473299. | K                       | Per Abel sono usati anche i numeri di opus. |
| Anton Cajetan Adlgasser                       | Christine De Catanzaro e Werner Rainer, Anton Cajetan Adlgasser (1729-1777): a thematic catalogue of his works, Thematic Catalogues, vol. 22, Stuyvesant, New York, Pendragon Press, 2000, ISBN 978-0-945193-78-4. |                         | |
| Johann Georg Albrechtsberger                  | Dorothea Schröder, Die geistlichen Vokalkompositionen Johann Georg Albrechtsbergers, Hamburger Beiträge zur Musikwissenschaft, vol. 34, Amburgo, Verlag der Musikalienhandlung K.D. Wagner, 1987, ISBN 3-88979-025-9, (vol. 1), ISBN 3-88979-026-7 (vol. 2). | S                       | |
| Johann Georg Albrechtsberger                  | Alexander Weinmann, Johann Georg Albrechtsberger : thematischer Katalog seiner weltlichen Kompositionen, Beiträge zur Geschichte des Alt-Wiener Musikverlages, Reihe 1, Folge 5, Vienna, Musikverlag L. Krenn, 1987. | Som                     | "Mit Benutzung von Laszlo Somfais Autographenkatalog". |
| Isaac Albéniz                                 | Pola Baytelman, Isaac Albéniz: Chronological List and Thematic Catalog of His Piano Works, Warren, MI, Harmonie Park Press, 1993, ISBN 978-0-89990-067-4. | B                       | |
| Hugo Alfvén                                   | Jan Olof Rudén, Hugo Alféns kompositioner = Hugo Alfven musical works; thematic index, Publikationer utgivna av Kungl. Musikaliska akademien, vol. 11, Stoccolma, Nordiska Musikförlaget, 1972. | R                       | |
| Daniel Auber                                  | Herbert Schneider, Chronologisch-thematisches Verzeichnis sämtlicher Werke von Daniel François Esprit Auber (AWV), Hildesheim, New York, Georg Olms Verlag, 1994, ISBN 978-3-487-09867-8. | AWV                     | |
| Carl Philipp Emanuel Bach                     | E. Eugene Helm, Thematic catalogue of the works of Carl Philipp Emanuel Bach, New Haven, CT, Yale University Press, 1989, ISBN 0-300-02654-4. | H                       | |
| Carl Philipp Emanuel Bach                     | Alfred Wotquenne, Thematisches Verzeichnis der Werke von Carl Philipp Emanuel Bach(1714-1788), Lipsia, Breitkopf & Härtel, 1905. | Wq                      | Generalmente rimpiazzato dal Thematic Catalogue of the Works of C.P.E. Bach di Eugene Helm (1989). I numeri H sono più frequenti. |
| Johann Christian Bach                         | Charles Sanford Terry, John Christian Bach, Seconda edizione, Londra, New York, Oxford University Press, 1967. | Terry                   | La seconda edizione presenta una nuova prefazione di H.C. Robbins-Landon. |
| Johann Christoph Friedrich Bach               | Hannsdieter Wohlfarth, Johann Christoph Friedrich Bach: Ein Komponist im Vorfeld der Klassik, Neue Heidelberger Studien zur Musikwissenschaft, vol. 4, Berna, Francke, 1971. | HW                      | |
| Johann Christoph Friedrich Bach               | Ulrich Leisinger, Johann Christoph Friedrich Bach: thematisch-systematisches Verzeichnis der musikalischen Werke, Bach-Repertorium: Werkverzeichnisse zur Musikerfamilie Bach,, Band 4, Stoccarda, Carus, 2013, ISBN 978-3-89948-183-9. | L                       | |
| Johann Sebastian Bach                         | Wolfgang Schmieder, Thematisch-systematisches Verzeichnis der musikalischen Werke von Johann Sebastian Bach : Bach-Werke-Verzeichnis (BWV), Lipsia, Breitkopf & Härtel, 1950. | BWV                     | La designazione BWV, abbreviazione di Bach-Werke-Verzeichnis, che Schmieder creò, è più comune per i lavori di Bach, ma i numeri S sono reperibili in alcuni riferimenti più antichi; la seconda e la terza edizione successive sono fondamentalmente ristampe. |
| Wilhelm Friedemann Bach                       | Martin Falck, Wilhelm Friedemann Bach: sein leben und seine werke, mit thematischem verzeichnis seiner kompositionen und zwei bildern, Lipsia, C. F. Kahnt nachfolger, 1913. | F                       | |
| Bálint Bakfark                                | István Homolya, Bakfark, Budapest, Zeneműkiadó, 1982, ISBN 963-330-420-2. | VB                      | Il nome di battesimo di Bakfark è citato talvolta come Valentin. |
| Samuel Barber                                 | Barbara B. Heyman, Samuel Barber: A Thematic Catalogue of the Complete Works, New York, Oxford University Press, 2012, ISBN 978-0-19-974464-0. | H                       | |
| Béla Bartók                                   | László Somfai, Béla Bartók: composition, concepts, and autograph sources, Ernest Bloch lectures, vol. 9, Berkeley, CA, University of California Press, 1996, ISBN 0-520-08485-3. | BB                      | |
| Béla Bartók                                   | Denijs Dille, Thematisches Verzeichnis der Jugendwerke Béla Bartóks: 1890-1904, Kassel, Bärenreiter, 1974, ISBN 978-3-7618-0437-7. | DD                      | |
| Béla Bartók                                   | András Szőllősy, Bartók Béla válogatott zenei írásai, Zenetörténet kézikönyvei, vol. 3, Budapest, Mágyar Kórus, 1948. | Sz                      | I lavori di Bartók vengono designati da sistemi di numerazione sviluppati da tre diversi catalogatori. L'indice cronologico di Szőllősyè il più usato. Include, oltre alle sue composizioni, gli scritti musicologici di Bartók. |
| Arnold Bax                                    | Graham Parlett, A catalogue of the works of Sir Arnold Bax, Oxford, Clarendon Press, 1999, ISBN 0-19-816586-2. | GP                      | |
| Ludwig van Beethoven                          | Willy Hess, Verzeichnis der nicht in der Gesamtausgabe veröffentlichten Werke Ludwig van Beethovens. Zusammengestellt für die Ergänzung der Beethoven-Gesamtausgabe, Wiesbaden, Breitkopf & Härtel, 1957. | Hess                    | |
| Ludwig van Beethoven                          | George Kinsky e Hans Halm, Das Werk Beethovens; thematisch-bibliographisches Verzeichnis seiner sämtlichen vollendeten Kompositionen, Monaco di Baviera, G. Henle Verlag, 1955. | WoO                     | |
| Ludwig van Beethoven                          | Giovanni Biamonti, Catalogo cronologico e tematico delle opere di Beethoven, comprese quelle inedite e gli abbozzi non utilizzati, Torino, ILTE, 1968. | Bia                     | Il Catalogo Biamonti (1968) cercò di includere tutti i lavori elencati in altri luoghi, compresi il Beethoven Gesamtausgabe, il Catalogo Kinsky-Helm (numeri WoO) e il Catalogo Hess. |
| František Benda                               | Douglas A. Lee, Franz Benda (1709-1786), a thematic catalogue of his works, Thematic catalogues, vol. 10, New York, Pendragon Press, 1984, ISBN 0-918728-42-8. | L                       | |
| Hector Berlioz                                | D. Kern, Holoman, Catalogue of the works of Hector Berlioz, Kassel ; New York, Bärenreiter, 1987, ISBN 3-7618-0449-0. | H                       | |
| Georges Bizet                                 | Winton Dean, Bizet, The Master musicians series, Londra, Dent, 1975, ISBN 0-460-03163-5. | WD                      | |
| Arthur Bliss                                  | Stewart R. Craggs, Arthur Bliss: A Source Book, Aldershot, Inghilterra, Scolar Press, ISBN 978-0-85967-940-4. | B                       | |
| Arthur Bliss                                  | Lewis Foreman, Arthur Bliss, catalogue of the complete works, Sevenoaks, Novello, 1980, ISBN 978-0-85360-069-5. | F                       | |
| Luigi Boccherini                              | Yves Gérard, Thematic, bibliographical, and critical catalogue of the works of Luigi Boccherini, Londra, Oxford University Press, 1969, ISBN 0-19-711616-7. | G                       | |
| Joseph Bodin de Boismortier                   | Stéphan Perreau, Joseph Bodin de Boismortier : 1689-1755 : un musicien lorrain-catalan à la cour des Lumières, Musique et patrimoine en Languedoc-Roussillon, Montpellier, Presses du Languedoc, 2001, ISBN 2-85998-237-X. | PB                      | |
| Johannes Brahms                               | Margit L. McCorkle, Johannes Brahms : thematisch-bibliographisches Werkverzeichnis, Monaco di Baviera, G. Henle, 1984, ISBN 3-87328-041-8. | WoO                     | |
| Frank Bridge                                  | Paul Hindmarsh, Frank Bridge : a thematic catalogue, 1900-1941, Londra, Faber Music in association with Faber and Faber, 1983, ISBN 0-571-10032-5. | H                       | |
| Anton Bruckner                                | Max Auer, Anton Bruckner; sein Leben und Werk, Zurigo, Amalthea-Verlag, 1947. |                         | |
| Anton Bruckner                                | Renate Grasberger, Werkverzeichnis Anton Bruckner: (WAB), Institut für Österreichische Musikdokumentation. Publikation, vol. 7, Tutzing, Hans Schneider, 1977, ISBN 3-7952-0232-9. | WAB                     | Il Werkverzeichnis Anton Bruckner non ha incluso nessuna composizione incompiuta (eccezion fatta per la Nona Sinfonia) né alcun lavoro perduto. Questi ultimi, insieme ad schizzi, ecc. furono aggiunti più tardi (dal WAB 132 al WAB 149). Altri, ancora non classificati sono identificati come WAB deest. |
| Ferruccio Busoni                              | Jürgen Kindermann, Thematisch-chronologisches Verzeichnis der musikalischen Werke von Ferruccio B. Busoni, Studien zur Musikgeschichte des 19. Jahrhunderts, vol. 19, Ratisbona, G. Bosse, 1980, ISBN 3-7649-2033-5. | BV                      | BV (abbreviazione per Busoni-Verzeichnis) è usato per i lavori originali; BV B (abbreviazione per Busoni-Verzeichnis Bearbeitung) è usato per le trascrizioni, cadenze, ecc. I lavori di Busoni sono anche riferiti coi numeri KiV. |
| Dietrich Buxtehude                            | Georg Karstädt, Thematisch-systematisches Verzeichnis der musikalischen Werke von Dietrich Buxtehude: Buxtehude-Werke-Verzeichnis (BuxWV), Wiesbaden, Breitkopf & Härtel, 1985, ISBN 3-7651-0065-X. | BuxWV                   | |
| Antonio de Cabezón                            | Charles Jacobs, Gesamtausgabe der Werke von Antonio de Cabezón = The collected works of Antonio de Cabezón: Institute of Mediæval Music, Brooklyn, N.Y., 1967–1986. | J                       | |
| Marc-Antoine Charpentier                      | H. Wiley Hitchcock, Les œuvres de Marc-Antoine Charpentier: catalogue raisonné = The works of Marc-Antoine Charpentier, Parigi, Picard, 1982, ISBN 2-7084-0084-3. | H                       | |
| Fryderyk Chopin                               | Józef M. Chomiński e Teresa Dalila Turło, Katalog dzieł Fryderyka Chopina, Documenta Chopiniana, Cracovia, Polskie Wydawn. Muzyczne, 1990, ISBN 83-224-0407-7. | A                       | Il catalogo dei lavori di Chopin a opera di Chomiński (Katalog dzie Fryderyka Chopina, 1990) è in ordine alfabetico, e usa le lettere A, C, D, E P ed S. |
| Fryderyk Chopin                               | Maurice J. E. Brown, Chopin: an Index of His Works in Chronological Order, Londra, New York, St. Martin's Press, 1960, OCLC 682225716. | B                       | [ 2 ] [ 4 ] |
| Fryderyk Chopin                               | Krystyna Kobylańska, Frédéric Chopin: thematisch-bibliographisches Werkverzeichnis = Rekopisy utworów Chopina katalog, Monaco di Baviera, G. Henle, 1979, ISBN 3-87328-029-9. | KK                      | |
| Muzio Clementi                                | Alan Tyson, Thematic catalogue of the works of Muzio Clementi, Tutzing, Hans Schneider, 1967. | T                       | |
| Louis-Nicolas Clérambault                     | Catherine Cessac, Nicolas Clérambault, Parigi, Fayard, 1998, ISBN 2-213-60175-5. | C                       | |
| Peter Cornelius                               | Günther Wagner, Peter Cornelius, Verzeichnis seiner musikalischen und literarischen Werke, Mainzer Studien zur Musikwissenschaft, vol. 13, Tutzing, Hans Schneider, 1986, ISBN 3-7952-0455-0. | W                       | |
| François Couperin                             | Maurice Cauchie, Thematic Index of the Works of François Couperin, Monaco, Lyrebird Press, 1949, OCLC 860553. | B                       | |
| Johann Baptist Cramer                         | Thomas B. Milligan, Johann Baptist Cramer (1771-1858): a thematic catalogue of his works, Thematic Catalogues, vol. 19, Stuyvesant, New York, Pendragon Press, 1994, ISBN 978-0-945193-41-8. |                         | "Basato sulle indicazioni lasciate da Jerald C. Graue". |
| Franz Danzi                                   | Volkmar von Pechstaedt, Thematisches Verzeichnis der Kompositionen von Franz Danzi (1763-1826): mit einem Anhang der literarischen Arbeiten Danzis, Tutzing, Hans Schneider, 1996, ISBN 3-7952-0840-8. | P                       | |
| Claude Debussy                                | François Lesure, Catalogue de l'œuvre de Claude Debussy, Centre de documentation Claude Debussy Publications, vol. 3, Ginevra, Minkoff, 1977, ISBN 2-8266-0657-3. | L                       | |
| Michel-Richard Delalande                      | Norbert Dufourcq, Notes et références pour servir à une histoire de Michel-Richard Delalande, surintendant, maître et compositeur de la musique de la chambre du roi, sous-maître et compositeur de la chapelle royale (1657-1726), La Vie musicale en France sous les rois Bourbons, Parigi, .], A. & J. Picard, 1957. | S                       | |
| Michel-Richard Delalande                      | Lionel Sawkins e John Nightingale, A thematic catalogue of the works of Michel-Richard de Lalande (1657-1726), Oxford, Oxford University Press, 2005, ISBN 978-0-19-816360-2. | S                       | |
| Carl Ditters von Dittersdorf                  | Margaret Grave, Carl Ditters von Dittersdorf: Six Symphonies, The Symphony 1720–1840 B, vol. 1, New York, Garland, 1985, ISBN 0-8240-3859-2. | G                       | |
| Carl Ditters von Dittersdorf                  | Carl Krebs, Dittersdorfiana, Berlino, Gebrüder Paetel, 1900, pp. 55–144. | K                       | Alternativamente Kr. |
| Carl Ditters von Dittersdorf                  | Jay D. Lane, The concertos of Carl Ditters von Dittersdorf (Ph. D. thesis), New Haven, Yale University, 1997. | L                       | |
| Carl Ditters von Dittersdorf                  | Sang-Chun Yeon, Carl Ditters von Dittersdorf : die Kammermusik für Streichinstrumente ; quellenkundliche und stilistische Untersuchungen mit einem thematischen Verzeichnis, Studien und Materialien zur Musikwissenschaft, vol. 19, Hildesheim, Georg Olms, 1999, ISBN 3-487-11030-X. | Y                       | |
| Ernő Dohnányi                                 | Deborah Kiszely-Papp, Erno Dohnanyi: a thematic catalogue, Thematic Cataloges, vol. 29, Stuyvesant, New York, Pendragon Press, 2008, ISBN 978-1-57647-131-9. |                         | |
| Gaetano Donizetti                             | Luigi Inzaghi, Catalogo generale Donizetti, Londra, The Donizetti Society, 1988. | In                      | |
| John Dowland                                  | Diana Poulton e Basil Lam, The collected lute music of John Dowland, 3rd edition, Londra, Faber Music, 1981, ISBN 978-0-571-10039-2. | P                       | |
| František Xaver Dušek                         | Vladimir Altner, Thematic Index: Dušek, in The Symphony, 1720-1840, B, vol. 12, New York, Garland, pp. xxxvii-xli, ISBN 978-0-8240-3848-9. |                         | |
| Jan Ladislav Dussek                           | H. Allen Craw, A biography and thematic catalog of the works of J. L. Dussek, 1760-1812, Los Angeles, University of Southern California, 1964. | C                       | |
| Antonín Dvořák                                | Peter J. F. Herbert, Antonín Dvořák, Complete Catalogue of Works, [Gran Bretagna], Dvořák Society for Czech Music, 1988, OCLC 315534955. | H                       | |
| Antonín Dvořák                                | Jarmil Burghauser e John Clapham, Antonín Dvořák: thematický katalog [thematic catalogue], Praga, Bärenreiter Edition Suprahon, 1996, ISBN 978-80-7058-410-1. | B                       | |
| Antonín Dvořák                                | Otakar Šourek, Dvořákś Werke... ein vollständiges Verzeichnis in chronologischer thematischer und systematischer Anordnung, Berlino, N. Simrock, 1917, OCLC 7629267. | S                       | |
| Antonín Dvořák                                | Ian T. Trufitt, Antonín Dvořák, Complete Catalogue of Works, Gran Bretagna, Dvořák Society of Great Britain, 1974, OCLC 11677657. | T                       | |
| Jean-Frédéric Edelmann                        | Rita Benton, The Instrumental Music of Jean-Frédéric Edelmann: a Thematic Catalogue and List of Early Editions, in Fontes Artis Musicae, xi, 1964, pp. 79-88. |                         | |
| Giles Farnaby                                 | Richard Marloww, Giles & Richard Farnaby, keyboard music, Musica Britannica, vol. 24, 2nd revised edition, Londra, Stainer and Bell, 1974. | M                       | |
| Johann Friedrich Fasch                        | Rüdiger Pfeiffer, Verzeichnis der Werke von Johann Friedrich Fasch (FWV), Dokumente und Materialien zur Musikgeschichte des Bezirkes Magdeburg, vol. 1, kleine Ausgabe, Magdeburgo, Rat des Bezirkes, 1988. | FWV                     | |
| Alfonso Ferrabosco                            | Richard Charteris, Alfonso Ferrabosco the Elder (1543-1588), a thematic catalogue of his music, Thematic catalogues, vol. 1, New York, Pendragon Press, 1984, ISBN 978-0-918728-44-9. | RC                      | |
| Frederic Ernst Fesca                          | Markus Frei-Hauenschild, Friedrich Ernst Fesca (1789-1826): Studien zu Biographie und Streichquartettschaffen, Gottinga, Vandenhoeck & Ruprecht, 1998, ISBN 3-525-27902-7. | FreF                    | |
| Zdeněk Fibich                                 | Vladimír Hudec, Zdeněk Fibich: tematický katalog = thematisches Verzeichnis = thematic catalogue, Praga, Editio Bärenreiter, 2001, ISBN 978-80-86385-10-5. | H                       | |
| John Field                                    | Cecil Hopkinson, A bibliographical thematic catalogue of the works of John Field, 1782-1837, Londra, The author, 1961. | H                       | |
| César Franck                                  | Wilhelm Mohr, Caesar Franck, Tutzing, Hans Schneider, 1969. | FWV                     | Il Franck-Werke-Verzeichnis fu redatto da Wilhelm Mohr, e i lavori di Franck sono talvolta indicati coi numeri M, in onore del catalogatore. |
| Federico II di Prussia                        | Philipp Spitta | S                       | |
| Giovanni Gabrieli                             | Richard Charteris, Giovanni Gabrieli (ca. 1555-1612): a thematic catalogue of his music with a guide to the source materials and translations of his vocal texts, Thematic catalogues, vol. 20, Stuyvesant, New York, Pendragon Press, 1996, ISBN 0-945193-66-1. | C                       | |
| Florian Leopold Gassmann                      | George R. Hill, A thematic catalog of the instrumental music of Florian Leopold Gassmann, Music indexes and bibliographies, vol. 12, Hackensack, New Jersey, Joseph Boonin, 1976, ISBN 978-0-913574-12-6. | H                       | |
| Orlando Gibbons                               | John Harper | H                       | |
| Christoph Willibald Gluck                     | Alfred Wotquenne, Thematisches Verzeichnis der Werke von Chr. W. v. Gluck (1714-1787), Lipsia, Breitkopf & Härtel, 1904. | W                       | |
| Christoph Willibald Gluck                     | Josef Liebeskind, Ergänzungen und Nachträge zu dem Thematischen Verzeichnis der Werke von Chr. W. von Gluck von Alfred Wotquenne, Lipsia, Reinecke, 1911. | W                       | Supplemento al catalogo di Wotquenne. |
| François-Joseph Gossec                        | Barry S. Brook, Eight symphonic works, The Symphony, 1720-1840, Series=D, vol. 3, New York, Garland, 1983, p. xxvii-xl, ISBN 978-0-8240-3839-7. | B                       | |
| Louis Moreau Gottschalk                       | John G. Doyle, The piano music of Louis Moreau Gottschalk (1829-1869), New York, New York University, 1960. | D                       | |
| Louis Moreau Gottschalk                       | Robert Offergeld, The centennial catalogue of the published and unpublished compositions of Louis Moreau Gottschalk, New York, Ziff-Davis Publishing, 1970. | RO                      | |
| Charles Gounod                                | Gérard Condé, Charles Gounod, Parigi, Fayard, 2009, ISBN 978-2-213-63249-0. | CG                      | |
| Enrique Granados                              | Alicia de Larrocha, Douglas Riva e Xosé Aviñoa, Enrique Granados: Perfil histórico-biográfico, Barcellona, Editorial de música Boileau, 2003, ISBN 978-84-8020-692-1. | DLR                     | |
| Carl Heinrich Graun and Johann Gottlieb Graun | Christoph Henzel, Graun-Werkverzeichnis (GraunWV), Beeskow, Ortus Musikverlag, 2006, ISBN 978-3-937788-02-9. | GraunWV                 | |
| Carl Heinrich Graun                           | Carl Heinrich Mennicke, Hasse und die Brüder Graun als Symphoniker : nebst Biographien und thematischen Katalogen, Lipsia, Breitkopf & Härtel, 1906. | M                       | |
| Carl Heinrich Graun                           | Monika Willer, Die Konzertform der Brüder Carl Heinrich und Johann Gottlieb Graun, Europäische Hochschulschriften, Reihe XXXVI,Musikwissenschaft, vol. 117, Francoforte sul Meno, Peter Lang, 1995, ISBN 978-3-631-47014-5. | W                       | |
| Johann Gottlieb Graun                         | Monika Willer, Die Konzertform der Brüder Carl Heinrich und Johann Gottlieb Graun, Europäische Hochschulschriften, Reihe XXXVI,Musikwissenschaft, vol. 117, Francoforte sul Meno, Peter Lang, 1995, ISBN 978-3-631-47014-5. | W                       | |
| Johann Christoph Graupner                     | Oswald Bill e Christoph Grosspietsch, Christoph Graupner: thematisches Verzeichnis der musikalischen Werke: Graupner-Werke-Verzeichnis (GWV). Instrumentalwerke, Stoccarda, Carus, 2005, ISBN 3-89948-066-X. | GWV                     | |
| Edvard Grieg                                  | Dan Fog, Kirsti Grinde e Øyvind Norheim, Edvard Grieg (1843-1907): thematisch-bibliographisches Werkverzeichnis, Francoforte sul Meno, Henry Litolff's Verlag/C.F. Peters, 2008, ISBN 978-3-87626-990-0. | EG                      | |
| Charles Tomlinson Griffes                     | Donna K. Anderson, The Works of Charles T. Griffes: a Descriptive Catalogue, Studies in Musicology, vol. 68, Ann Arbor, Michigan, UMI Press, 1983, ISBN 978-0-8357-1419-8. | A                       | |
| Adalbert Gyrowetz                             | John A. Rice, Four symphonies, The Symphony, 1720-1840, Series B, vol. 11, New York, Garland, 1983, ISBN 978-0-8240-3826-7. | R                       | Contiene anche una sinfonia concertante di Dussek. |
| Georg Friedrich Händel                        | A. Craig Bell, Handel; chronological thematic catalogue, Darley, Grian-Aig Press, 1972. | B                       | |
| Georg Friedrich Händel                        | Bernd Baselt, Händel-Handbuch: in fünf Bd.: gleichzeitig Suppl. zu Hallische Händel-Ausgabe (Kritische Gesamtausgabe), Kassel, Bärenreiter, 1978. | HWV                     | Lo Händel-Werke-Verzeichnis fu pubblicato in tre volumi fra il 1978 e il 1986. |
| Georg Friedrich Händel                        | | HG                      | Rimpiazzato dallo Händel-Werke-Verzeichnis (numeri HWV). |
| Georg Friedrich Händel                        | | HHA                     | Rimpiazzato dallo Händel-Werke-Verzeichnis (numeri HWV). |
| Valentin Haussmann                            | Robert B. Lynn, Valentin Haussmann (1565/70-ca. 1614): a thematic-documentary catalogue of his works, Thematic Catalogues, vol. 25, Stuyvesant, New York, Pendragon Press, 1997, ISBN 978-0-945193-91-3. |                         | Con una documentario di Klaus-Peter Koch sulla biografia del compositore. |
| Franz Joseph Haydn                            | Anthony van Hoboken, Joseph Haydn; thematisch-bibliographisches Werkverzeichnis, Magonza, B. Schott’s Söhne, 1978 [1957], ISBN 978-3-7957-0003-4. | Hob.                    | Il Catalogo Hoboken (Hoboken-Verzeichnis) fu creato nel 1957. I quartetti d'archi di Haydn sono ancora generalmente indicati coi loro numeri di opus. |
| Michael Haydn                                 | Charles H. Sherman, Johann Michael Haydn (1737-1806), a chronological thematic catalogue of his work, Thematic catalogues, vol. 17, Stuyvesant, N.Y., Pendragon Press, 1993, ISBN 0-918728-56-8. | MH                      | Ha rimpiazzato il Perger-Verzeichnis del 1907 e il Klafsky-Verzeichnis (Anton Maria Klafsky) del 1915. |
| Michael Haydn                                 | Lothar Herbert Perger, Instrumentalwerke: Michael Haydn, Denkmäler der Tonkunst in Österreich, vol. 29, Vienna, Artaria, 1907, p. xv-xxiv. | P                       | Citato anche come numeri Perger; oggi generalmente rimpiazzato dal catalogo di Sherman e Thomas del 1993 (numeri MH). |
| Johann David Heinichen                        | Günter Hausswald, Johann David Heinichens Instrumentalwerke, Wolfenbüttel, G. Kallmeyer, 1937. | H                       | |
| E. T. A. Hoffmann                             | Gerhard Allroggen, E. T. A. Hoffmanns Kompositionen; ein chronologisch-thematisches Verzeichnis seiner musikalischen Werke mit Einführung, Studien zur Musikgeschichte des 19. Jahrhunderts, vol. 16, Ratisbona, Gustav Bosse, 1970. | AV                      | |
| Gustav Holst                                  | Imogen Holst, A thematic catalogue of Gustav Holst's music, Londra, Faber Music Ltd. : G. and I. Holst Ltd., 1974, ISBN 0-571-10004-X. | H                       | |
| Arthur Honegger                               | Harry Halbreich, Arthur Honegger, Portland, Or., Amadeus Press, 1999, ISBN 1-57467-041-7. | H                       | L'Oeuvre d'Arthur Honegger: Chronologie, catalogue raisonné, analyses, discographie (1994). |
| Johann Nepomuk Hummel                         | Joel Sachs, A checklist of the works of Johann Nepomuk Hummel, in MLA Notes, vol. 30, n. 4, giugno 1974, pp. 732-754, JSTOR https://www.jstor.org/stable/741459. | S                       | |
| Engelbert Humperdinck                         | Eva Humperdinck, Engelbert Humperdinck Werkverzeichnis: zum 140. Geburtstag: seinem Andenken gewidmet, Koblenz, Görres Verlag, 1994, ISBN 3-920388-38-0. | EHWV                    | |
| Leoš Janáček                                  | Nigel Simeone, John Tyrrell e Alena Němcová, Janáček's works: a catalogue of the music and writings of Leoš Janáček, Oxford, New York, Clarendon Press, Oxford University Press, 1997, ISBN 0-19-816446-7. | JW                      | |
| Leopold Kozeluch                              | Milan Poštolka, Leopold Koželuh : život a dílo, Praga, Státní hudební vydavatelství, 1964. | P                       | |
| Joseph Martin Kraus                           | Bertil H. Van Boer, Jr., Joseph Martin Kraus (1756-1792) : a Systematic-Thematic Catalogue of His Musical Works and Source Study, Thematic Catalogs, vol. 26, Stuyvesant, New York, Pendragon Press, 1998, ISBN 0-945193-69-6. | B                       | Alternativamente VB. |
| Konradin Kreutzer                             | Karl Peter Brecht, Conradin Kreutzer: Biographie und Werkverzeichnis, Messkirch, Stadt Messkirch, 1980. | KWV                     | |
| Franz Vincenz Krommer                         | Karel Padrta, Franz Krommer (1759-1831) : thematischer Katalog seiner musikalischen Werke, Praga, Editio Supraphon, 1997, ISBN 978-80-7058-388-3. |                         | |
| Franz Vincenz Krommer                         | Horst Walter, Frank Krommer (1759-1831): sein Leben und Werk, mit besonderer Berücksichtigung der Streichquartette, Vienna, 1932, pp. 93-262. |                         | |
| Franz Liszt                                   | Franz Liszt, Thematisches Verzeichniss der Werke von F. Liszt; von dem Autor verfasst, Lipsia, Breitkopf & Härtel, 1855. | L                       | |
| Franz Liszt                                   | Rena Charnin Mueller e Maria Eckhardt | LW                      | |
| Franz Liszt                                   | Peter Raabe, Franz Liszt, Stuttgart, Cotta, 1931. | R                       | Vol. 1 sottotitolato Liszts Leben; vol. 2 sottotitolato Liszts Schaffen; aggiornato e ampliato da Humphrey Searle nel 1954. I numeri S sono oggi convenzionali. |
| Franz Liszt                                   | Humphrey Searle, The music of Liszt, Londra, Williams & Norgate, 1954, pp. 155–195. | S                       | Basato sul catalogo del 1931 ideato da Peter Raabe. |
| Franz Liszt                                   | Sharon Winklhofer, Ferenc Liszt (1811-1886): list of works: comprehensively expanded from the catalogue of Humphrey Searle as revised by Sharon Winklhofer, Quaderni dell'Istituto Liszt, vol. 3, Milano, Rugginenti Editore, 2004, ISBN 978-88-7665-433-6. | S                       | Revisione del catalogo di Searle. |
| Matthew Locke                                 | Rosamond E. M. Harding, A thematic catalogue of the works of Matthew Locke with a calendar of the main events of his life, Oxford, Alden & Mowbray, 1971. |                         | |
| Albert Lortzing                               | Irmlind Capelle, Chronologisch-thematisches Verzeichnis der Werke von Gustav Albert Lortzing: (LoWV), Köln, Studio-Verlag, 1994, ISBN 978-3-89564-003-2. | LoWV                    | |
| Jean-Baptiste Lully                           | Herbert Schneider, Chronologisch-thematisches Verzeichnis sämtlicher Werke von Jean-Baptiste Lully (LMV), Mainzer Studien zur Musikwissenschaft, vol. 14, Tutzing, Hans Schneider, 1981, ISBN 978-3-7952-0323-8. | LWV                     | |
| Alessandro Marcello                           | Eleanor Selfridge-Field, The music of Benedetto and Alessandro Marcello: a thematic catalogue with commentary on the composers, repertory, and sources, New York, Oxford University Press, 1990, ISBN 978-0-19-316126-9. | S                       | |
| Benedetto Marcello                            | Eleanor Selfridge-Field, The music of Benedetto and Alessandro Marcello: a thematic catalogue with commentary on the composers, repertory, and sources, New York, Oxford University Press, 1990, ISBN 978-0-19-316126-9. | S                       | |
| Bohuslav Martinů                              | Harry Halbreich, Bohuslav Martinu: Werkverzeichnis und Biografie, 2nd edition, Magonza, Schott, 2007, ISBN 978-3-7957-0565-7. | H                       | |
| Bohuslav Martinů                              | Miloš Šafránek, Bohuslav Martinů: život a dílo, Praga, Státní hudební, 1961, pp. 341-375. | Saf                     | |
| Erkki Melartin                                | Heikki Poroila, Erkki Melartinin sävellykset - Valmistuneet sävellykset, Suomen musiikkikirjastoyhdistyksen julkaisusarja, vol. 90, Helsinki, Suomen musiikkikirjastoyhdistys, 2000, ISBN 951-8903-89-1. | EM                      | I numeri EM sono solo per i lavori senza numero di opus. Catalogo non tematico. |
| Fanny Mendelssohn                             | Renate Hellwig-Unruh, Fanny Hensel geb. Mendelssohn Bartholdy: thematisches Verzeichnis der Kompositionen, Adliswil, Kunzelmann, 2000, ISBN 3-9521049-3-0. | H                       | |
| Felix Mendelssohn                             | Ralf Wehner, Felix Mendelssohn-Bartholdy: Thematisch-systematisches Verzeichnis der musikalischen Werke (MWV), Leipziger Ausgabe der Werke von Felix Mendelssohn Bartholdy. Serie 13, Werkverzeichnis, Band 1 A, Wiesbaden, 2009, ISBN 978-3-7651-0317-9. | MWV                     | |
| Ernest John Moeran                            | Hubert J. Foss, Compositions of E. J. Moeran, Londra, Novello, 1948. | R                       | |
| Johann Melchior Molter                        | Klaus Häfner, Der badische Hofkapellmeister Johann Melchior Molter (1696-1765) in seiner Zeit : Dokumente und Bilder zu Leben und Werk (mit einem Beitrag von Rainer Fürst) : eine Austellung der Badischen Landesbibliothek Karlsruhe zum 300. Geburtstag des Komponisten, Karlsruhe, Selbstverlag der Badischen Landesbibliothek, 1996, pp. 243-262, ISBN 3-88705-041-X. | MWV                     | |
| Matthias Georg Monn                           | Karl Horwitz, Karl Riedel e Wilhelm Fischer, Wiener Instrumentalmusik vor und um 1740 : Vorlaufer der Wiener Klassiker: Johann Adam Georg Reutter (der Jungere), Georg Christoph Wagenseil, Georg Matthias Monn, Matthaeus Schloger, Joseph Starzer, Denkmaler der Tonkunst in Osterreich, Band 31, 39, Graz, Akademische Druck- u. Verlagsanstalt, 1959. | F                       | |
| Johann Christoph Mann                         | Karl Horwitz, Karl Riedel e Wilhelm Fischer, Wiener Instrumentalmusik vor und um 1740 : Vorlaufer der Wiener Klassiker: Johann Adam Georg Reutter (der Jungere), Georg Christoph Wagenseil, Georg Matthias Monn, Matthaeus Schloger, Joseph Starzer, Denkmaler der Tonkunst in Osterreich, Band 31, 39, Graz, Akademische Druck- u. Verlagsanstalt, 1959. | F                       | |
| Claudio Monteverdi                            | Manfred H. Stattkus, Claudio Monteverdi, Verzeichnis der erhaltenen Werke (SV), Bergkamen, Musikverlag Stattkus, 1985. | SV                      | Noto anche come catalogo Stattkus (Stattkus-Verzeichnis). |
| Leopold Mozart                                | Cliff Eisen, Leopold-Mozart-Werkverzeichnis (LMV), Beiträge zur Leopold-Mozart-Forschung, vol. 4, Augsburg, Wissner, 2010, ISBN 978-3-89639-757-7. | E                       | |
| Leopold Mozart                                | Max Seiffert, Ausgewählte Werke, Denkmäler der Tonkunst in Bayern, 17, 9, Lipsia, Breitkopf & Härtel, 1908. | S                       | |
| Wolfgang Amadeus Mozart                       | Ludwig van Ritter Köchel, Chronologisch-thematisches Verzeichnis sämtlicher Tonwerke Wolfgang Amadé Mozarts; nebst Angabe der verlorengegangenen, angefangenen, von fremder Hand bearbeiteten, zweifelhaften und unterschobenen Kompositionen, 6. Auflage, bearbeitung von Franz Giegling, Alexander Weinmann, Gerd Sievers, Wiesbaden, Breitkopf & Härtel, 1964. | K                       | I numeri di opus di Mozart sono particolarmente confusi, sparsi e di scarsa utilità, motivo per il quale non sono mai usati. Il Chronologisch-thematisches Verzeichnis sämmtlicher Tonwerke W. A. Mozarts di Köchel fu pubblicato nel 1862 ed è stato revisionato quattro volte da allora, in maniera sostanziale. I numeri KV (abbreviazione per Köchel-Verzeichnis, ovvero Catalogo Köchel) sono usati in Europa molto spesso in alternativa alla K. |
| Wolfgang Amadeus Mozart                       | Teodor de Wyzewa e Georges de Saint-Foix, W.-A. Mozart, sa vie musicale et son œuvre de l'enfance à la pleine maturité (1756-1777): Essai de biographie critique, suivi d'un nouveau catalogue chronologique de l'œuvre complète du maitre, Parigi, Perrin et Cie., 1912. | WSF                     | |
| Josef Mysliveček                              | Angela Evans e Robert Dearling, Josef Mysliveček (1737-1781): a thematic catalogue of his instrumental and orchestral works, München, Katzbichler, 1999, ISBN 978-3-87397-132-5. | ED                      | |
| Josef Mysliveček                              | Daniel E. Freeman, Josef Mysliveček, "Il boemo": the man and his music, Detroit monographs in musicology/Studies in music, vol. 54, Sterling Heights, Michigan, Harmonie Park Press, 2009, ISBN 978-0-89990-148-0. |                         | Catalogo non tematico. |
| Josef Mysliveček                              | Stanislav Bonhadlo, Josef Mysliveček/Giuseppe Misliweczek: Thematic Catalog of Vocal Works, su jmc.cz, 28 agosto 2001. URL consultato il 25 gennaio 2014 (archiviato dall'url originale il 1º febbraio 2014). |                         | |
| Carl Nielsen                                  | Dan Fog, Carl Nielsen, kompositioner; en bibliografi, København, Nyt Nordisk Forlag, 1965. | FS                      | |
| Jacques Offenbach                             | Antonio de Almeida, Thematic Catalogue of the Works of Jacques Offenbach, Oxford, Oxford University Press, 1997, ISBN 978-0-19-315267-0. | AL                      | |
| Johann Pachelbel                              | Jean M. Perreault, The thematic catalogue of the musical works of Johann Pachelbel, Lanham, Md., Scarecrow Press, 2004. | P                       | |
| Niccolò Paganini                              | Maria Rosa Moretti e Anna Sorrento, Catalogo tematico delle musiche di Niccolò Paganini, Genova, Comune di Genova, 1982. | MS                      | |
| Giovanni Battista Pergolesi                   | Marvin E. Paymer, Giovanni Battista Pergolesi, 1710-1736: a thematic catalogue of the opera omnia with an appendix listing omitted compositions, Thematic Catalogues, vol. 1, New York, Pendragon Press, 1977, ISBN 978-0-918728-01-2. | P                       | |
| Selim Palmgren                                | Heikki Poroila, Selim Palmgrenin sävellykset - Förteckning - Werkverzeichnis - Work Catalogue, Suomen musiikkikirjastoyhdistyksen julkaisusarja, vol. 167, Helsinki, Suomen musiikkikirjastoyhdistys, 2014, ISBN 978-952-5363-66-1. | SP                      | I numeri SP sono solo per i lavori senza numero di opus. Catalogo non tematico in finlandese con legenda multilingue. |
| Giovanni Paisiello                            | Michael F. Robinson e Ulrike Hofmann, Giovanni Paisiello, a thematic catalogue of his works, Thematic catalogues, vol. 15, Stuyvesant, N.Y., Pendragon Press, 1994, ISBN 0-918728-75-4. | R                       | |
| Ignace Pleyel                                 | Rita Benton, Ignace Pleyel: a thematic catalogue of his compositions, Thematic Catalogs, vol. 2, New York, Pendragon Press, 1977, ISBN 0-918728-04-5. | B                       | Alternativamente Ben. |
| Francis Poulenc                               | Carl B. Schmidt, The music of Francis Poulenc (1899-1963): a catalogue, New York, Oxford University Press, 1995, ISBN 0-19-816336-3. | FP                      | |
| Giacomo Puccini                               | Dieter Schickling, Giacomo Puccini : catalogue of the works, Kassel, Bärenreiter, 2003, ISBN 3-7618-1582-4. | SC                      | |
| Gaetano Pugnani                               | Elsa Margherita Zschinsky-Troxler, Thematisches Werkverzeichniss, Berlino, Antalntis-Verlag, 1939. | Z                       | |
| Henry Purcell                                 | Franklin B. Zimmermann, Henry Purcell (1659-1695): An analytical catalogue of his music, Londra, MacMillan, 1963. | Z                       | |
| Johann Joachim Quantz                         | Meike ten Brink, Die Flötenkonzerte von Johann Joachim Quantz: Untersuchungen zu ihrer Überlieferung und Form, Studien und Materialien zur Musikwissenschaft, vol. 11, Hildesheim, Georg Olms, 1995, ISBN 3-487-10076-2. | B                       | |
| Johann Joachim Quantz                         | Horst Augsbach, Johann Joachim Quantz : thematisch-systematisches Werkverzeichnis (QV), Stuttgart, Carus-Verlag, 1997, ISBN 978-3-923053-47-6. | QV                      | |
| Sergej Vasil'evič Rachmaninov                 | Robert Threlfall e Geoffrey Norris, A catalogue of the compositions of S. Rachmaninoff, Londra, Scolar Press, 1982, ISBN 978-0-85967-617-5. | TN                      | |
| Maurice Ravel                                 | Marcel Marnat, Maurice Ravel, Parigi, Fayard, 1986, pp. 721-784, ISBN 978-2-213-01685-6. | MR                      | |
| Ottorino Respighi                             | Elio Battaglia e Giancarlo Rostirolla, Ottorino Respighi, Torino, ERI, 1985. | P                       | Catalogo di Potito Pedarra alle pagine 327-404. |
| Ottorino Respighi                             | Potito Pedarra, Catalogo tematico delle musiche di Ottorino Respighi, Torino, ERI, 1985. | P                       | |
| Joseph Gabriel Rheinberger                    | Hans Josef Irmen, Thematisches Verzeichnis der musikalischen Werke Gabriel Josef Rheinbergers, Studien zur Musikgeschichte des 19. Jahrhunderts, vol. 37, Ratisbona, Gustav Bosse, 1974, ISBN 978-3-7649-2080-7. | RWV                     | Alternativamente JWV. |
| Christian Ulrich Ringmacher                   | Christian Ulrich Ringmacher e Barry S. Brook, Catalogo de' soli, duetti, trii: The Ringmacher Catalogue (1773), Thematic Catalogues, vol. 14, Stuyvesant, New York, Pendragon Press, 1987, ISBN 978-0-918728-91-3. |                         | Ristampa facsimile del catalogo del 1773 di 112 pagine con 627 incipit di 148 compositori. |
| Alessandro Rolla                              | Luigi Inzaghi e Luigi Alberto Bianchi, Alessandro Rolla: catalogo tematico delle opere, Milano, Nuove edizioni, 1981. | BI                      | |
| Johan Helmich Roman                           | Ingmar Bengtsson, J. H. Roman och hans instrumentalmusik: käll- och stilkritiska studier, Studia musicologica Upsaliensia, vol. 4, Uppsala, 1955. | BeRI                    | |
| Johan Helmich Roman                           | Anna-Lena Holm e Ingmar Bengtsson, Tematisk förteckning över J. H. Romans vokalverk (HRV), Musik I Sverige, vol. 7, Stoccolma, Musikaliska Akademiens Bibliotek, 1994, ISBN 978-91-85172-12-2. | HRV                     | |
| Antonio Rosetti                               | Oskar Kaul, Thematisches Verzeichnis der Instrumentalwerke von Anton Rosetti. Mit Angabe der Druckausgaben und der Fundorte erhaltener Exemplare in Druck und Handschrift, Wiesbaden, Breitkopf & Härtel, 1968. | Kaul                    | I lavori di Rosetti sono oggi generalmente indicati coi numeri di catalogo di Sterling E. Murray, nonostante i vecchi numeri del catalogo di Oskar Kaul del 1912 compaiono talvolta. |
| Antonio Rosetti                               | Sterling E. Murray, The music of Antonio Rosetti (Anton Rösler) ca. 1750-1792 : a thematic catalog, Detroit studies in music bibliography, vol. 76, Warren, Michigan, 1996, ISBN 978-0-89990-105-3. | M                       | Alternativamente Murray o RWV. I lavori di Rosetti sono oggi generalmente indicati coi numeri di catalogo di Sterling E. Murray, nonostante i vecchi numeri del catalogo di Oskar Kaul del 1912 compaiono talvolta. |
| Albert Roussel                                | Nicole Labelle, Catalogue raisonné de l'œuvre d'Albert Roussel, Publications d'histoire de l'art et d'archéologie de l'Université Catholique de Louvain, vol. 78, Louvain-la-Neuve, Département d'archéologie et d'histoire de l'art, Collège Erasme, 1992. | L                       | |
| Giovanni Battista Sammartini                  | Newell Jenkins e Bathia Churgin, Thematic catalogue of the works of Giovanni Battista Sammartini: orchestral and vocal music, Cambridge, Massachusetts, Harvard University Press, 1976, ISBN 978-0-674-87735-1. | JC                      | |
| Domenico Scarlatti                            | Laurette Goldberg e Patrice Mathews, Domenico Scarlatti : thematic index of the keyboard sonatas according to the Kirkpatrick catalogue, Berkeley, Calif., MusicSources Publications, 1999. |                         | Comprende le concordanze di numerazione di Kirkpatrick, Longo, Fadini, e di chiave |
| Domenico Scarlatti                            | Ralph Kirkpatrick, Domenico Scarlatti, Princeton, New Jersey, Princeton University Press, 1983, ISBN 0-691-09101-3. | Kk                      | Alternativamente K. |
| Domenico Scarlatti                            | Alessandro Longo, Indice tematico delle sonate per clavicembalo = Table thématique des sonates pour clavecin = Thematisches Verzeichnis des Sonaten für Klavizimbel = Thematic index of the harpsichord sonatas = Indice temático de las sonatas para clave, Milano, Ricordi, c. 1937. | L                       | [ 7 ] |
| Domenico Scarlatti                            | Giorgio Pestelli | P                       | [ 7 ] |
| Domenico Scarlatti                            | Claude Beaudry, Domenico Scarlatti, les 555 sonates pour clavecin: table de concordance des catalogues Kirkpatrick, Pestelli, Longo, Ste-Foy, Bibliothèque, Université Laval, 1994. | P                       | Tavola di concordanza dei cataloghi Kirkpatrick, Pestelli e Longo. |
| Samuel Scheidt                                | Klaus-Peter Koch, Samuel-Scheidt-Werke-Verzeichnis, Wiesbaden, Breitkopf & Härtel, 2000, ISBN 978-3-7651-0332-2. | SSWV                    | |
| Franz Schneider                               | Robert N. Freeman, Franz Schneider (1737-1812): a thematic catalogue of his works, Thematic Catalogues, vol. 5, New York, Pendragon Press, 1979, ISBN 978-0-918728-13-5. |                         | |
| Arnold Schönberg                              | Josef Rufer, Das Werk Arnold Schönbergs, Kassel, Bärenreiter-Verlag, 1959. |                         | |
| Franz Schubert                                | Otto Erich Deutsch. Schubert Thematic Catalogue. Major editions: 1951 (English), 1978 (German) | D                       | Sono presenti anche 173 numeri di opus. |
| Robert Schumann                               | Margit L. McCorkle, Robert Schumann neue Ausgabe sämtlicher Werke : thematisch-bibliographisches Werkverzeichnis, Neue Ausgabe sämtlicher Werke. Serie VIII, Supplemente, vol. 6, Magonza, Schott, 2003. | WoO                     | |
| Heinrich Schütz                               | Werner Bittinger, Schütz-Werke-Verzeichnis (SWV), Kassel, Bärenreiter, 1960. | SWV                     | |
| Carlos Seixas                                 | Macario Santiago Kastner, Carlos de Seixas, Coimbra, Coimbra Editora, 1947, pp. 135-44. | K                       | |
| Antonio Soler                                 | Frederick Marvin | M                       | |
| Antonio Soler                                 | Samuel Rubio, Antonio Soler, catálogo crítico, Cuenca, Instituto de Música Religiosa de la Diputación Provincial de Cuenca, 1980. | R                       | |
| Anton Stamitz                                 | Adolf Sandberger, Denkmäler der Tonkunst in Bayern, 3. Jahrgang, Band 1, Lipsia, Breitkopf & Härtel, 1902, pp. liv. | S                       | Catalogo tematico delle sinfonie e delle sinfonie concertanti. |
| Anton Stamitz                                 | Adolf Sandberger, Denkmäler der Tonkunst in Bayern, 16. Jahrgang, Lipsia, Breitkopf & Härtel, 1915, pp. li-liii. | S                       | Catalogo tematico della musica da camera. |
| Johann Stamitz                                | Eugene K. Wolf, The symphonies of Johann Stamitz : a study in the formation of the classic style with a thematic catalogue of the symphonies and orchestral trios, Utrecht, Bohn, Scheltema & Holkema, 1981, ISBN 978-90-313-0346-5. | W                       | |
| Alessandro Stradella                          | Carolyn Gianturco, Alessandro Stradella (1639-1682): a thematic catalogue of his compositions, Thematic catalogues, vol. 16, Stuyvesant, New York, Pendragon Press, 1991, ISBN 0-945193-05-X. | G                       | |
| Richard Strauss                               | E. H. Mueller von Asow, Florian Trenner e Alfons Ott, Richard Strauss: thematisches Verzeichnis, Vienna, Ludwig Doblinger, 1955, OCLC 4006988. | AV                      | Si vedano anche i numeri TrV. |
| Richard Strauss                               | Franz Trenner, Richard Strauss: Werkverzeichnis, Veröffentlichungen der Richard-Strauss-Gesellschaft, München, vol. 12, München, W. Ludwig, 1993, ISBN 978-3-7787-2137-7. | TrV                     | Basato sul lavoro di Asow e Trenner. |
| Igor' Fëdorovič Stravinskij                   | Helmut Kirchmeyer, Kommentiertes Verzeichnis der Werke und Werkausgaben Igor Strawinskys bis 1971, Abhandlungen der Sächsischen Akademie der Wissenschaften zu Leipzig, Philologisch-Historische Klasse, vol. 79, Lipsia, Verlag der Sächsischen Akademie der Wissenschaften zu Leipzig, 2002, ISBN 978-3-7776-1156-3. | K                       | |
| Jan Pieterszoon Sweelinck                     | Gustav Leonhardt | L                       | |
| Franz Süssmayr                                | Erich Duda, Das musikalische Werk Franz Xaver Süssmayrs :thematisches Werkverzeichnis (SmWV) mit ausführlichen Quellenangaben und Skizzen der Wasserzeichen, Schriftenreihe der Internationalen Stiftung Mozarteum Salzburg, vol. 12, Kassel, Bärenreiter, 2000, ISBN 978-3-7618-1485-7. | SmWV                    | |
| Giuseppe Tartini                              | Paul Brainard, Le sonate per violino di Giuseppe Tartini: catalogo tematico, Le opere di Giuseppe Tartini ; sezione terza : studi e ricerche di studiosi moderni, vol. 2, Padova, Accademia Tartiniana, 1975. | B                       | |
| Giuseppe Tartini                              | Minos Dounias, Die Violinkonzerte Giuseppe Tartinis als Ausdruck einer Künstlerpersönlichkeit und einer Kulturepoche, Wolfenbüttel, Möseler, 1966. | D                       | |
| Pëtr Il'ič Čajkovskij                         | Polina Efimovna Vaĭdman, Liudmila Korabelnikova e Valentina Rubtsova, Tematiko-bibliograficheskiĭ ukazatelʹ sochineniĭ P.I. Chaĭkovskogo, Moscow, P. Jurgenson, 2006, ISBN 978-5-9720-0001-2. | ČW                      | [ 9 ] [ 10 ] |
| Pëtr Il'ič Čajkovskij                         | Alexander Poznansky e Brett Langston, Tchaikovsky Handbook, Russian music studies, Bloomington, IN, Indiana University Press, 2002, ISBN 978-0-253-33921-8. | TH                      | [ 9 ] [ 10 ] |
| Georg Philipp Telemann                        | Martin Ruhnke, Georg Philipp Telemann: thematisch-systematisches Verzeichnis seiner Werke : Telemann-Werkverzeichnis (TWV) : Instrumentalwerke, Georg Philipp Telemann, Musikalische Werke, Supplement, Kassel, Bärenreiter, 1984–1999, ISBN 978-3-7618-0655-5. | TWV                     | Basato sul Georg Philipp Telemann: thematische-Verzeichnis seiner Werke Systematische, in 3 voll. (1984, 1992, 1999). |
| Giuseppe Torelli                              | Martin Falck | F                       | |
| Giuseppe Torelli                              | Francesco Passadore, Catalogo tematico delle composizioni di Giuseppe Torelli (1658-1709), Padova, I solisti veneti, 2007, ISBN 978-88-901412-6-3. |                         | |
| Giuseppe Torelli                              | Franz Giegling, Giuseppe Torelli: thematisches Verzeichnis, Kassel, Bärenreiter, 1949. | G                       | |
| Troubadour                                    | Donna J. Mayer-Martin, Thematic catalogue of troubadour and trouvère melodies, Thematic Catalogues, vol. 18, Stuyvesant, New York, Penddragon Press, 2011, ISBN 978-0-918728-82-1. |                         | |
| Eduard Tubin                                  | Vardo Rumessen, The works of Eduard Tubin: thematic-bibliographical catalogue of works: ETW, Tallinn, International Eduard Tubin Society, 2003, ISBN 978-91-7748-054-9. | ETW                     | |
| Heitor Villa-Lobos                            | H. Villa-Lobos: Piano Thematic Catalog, New York, Villa-Lobos Music Co., 1948. | A                       | |
| Giovanni Battista Viotti                      | Chappell White, Giovanni Battista Viotti (1755-1824), a thematic catalogue of his works, Thematic Catalogue Series, vol. 12, New York, Pendragon Press, 1985, ISBN 978-0-918728-43-2. | W                       | |
| Giovanni Battista Viotti                      | Remo Giazotto, Giovan Battista Viotti, Milano, Curci, 1956. | G                       | |
| Antonio Vivaldi                               | Antonio Fanna, Opere strumentali di Antonio Vivaldi (1678-1741): catalogo numerico-tematico, 2ª edizione riveduta e ampliata, Milano, Ricordi, 1986, ISBN 88-7592-022-2. | F                       | |
| Antonio Vivaldi                               | Gian Francesco Malipiero, Antonio Vivaldi (1678-1741): Catalogo numerico-tematico delle opere strumentali, Milano, Ricordi, 1968. | M                       | |
| Antonio Vivaldi                               | Marc Pincherle, Antonio Vivaldi et la musique instrumentale, Parigi, Floury, 1948. | P                       | |
| Antonio Vivaldi                               | Mario Rinaldi, Catalogo numerico tematico delle composizioni di Antonio Vivaldi, con la definizione delle tonalità, l'indicazione dei movimenti e varie tabelle illustrative, Roma, Editrice Cultura moderna, 1944. | RN                      | |
| Antonio Vivaldi                               | Peter Ryom, Antonio Vivaldi : thematisch-systematisches Verzeichnis seiner Werke (RV), Wiesbaden, Breitkopf & Härtel, 1973, ISBN 978-3-7651-0372-8. | RV                      | Alternativamente R. |
| Antonín Vranický                              | Hennigová-Dubová, Thematic Index: Vranický, in The Symphony, 1720-1840, B, vol. 12, New York, Garland, pp. xlv-xlvi, ISBN 978-0-8240-3848-9. | RV                      | |
| Georg Christoph Wagenseil                     | Helga Scholz-Michelitsch, Georg Christoph Wagenseil: Hofkomponist und Hofklaviermeister der Kaiserin Maria Theresia, Vienna, W. Braumüller, 1980, ISBN 978-3-7003-0249-0. | WV                      | |
| Johann Baptist Vanhal                         | Paul Robey Bryan, Johann Waṅhal, Viennese symphonist: his life and his musical environment, Thematic catalogues series, vol. 23, Stuyvesant, New York, Pendragon Press, 1997, ISBN 978-0-945193-63-0. | B                       | |
| Johann Baptist Vanhal                         | Alexander Weinmann, Themen-Verzeichnis der Kompositionen von Johann Baptiste Wanhal, Wiener Archivstudien, Band 11, Vienna, Musikverlag Ludwig Krenn, 1987. | W                       | |
| Richard Wagner                                | John Deathridge, Martin Geck e Egon Voss, Wagner Werk-Verzeichnis (WWV): Verzeichnis der musikalischen Werke Richard Wagners und ihrer Quellen erarbeitet im Rahmen der Richard Wagner-Gesamtausgabe, Magonza, Schott, 1986, ISBN 978-3-7957-2201-2. | WWV                     | Comprende anche i lavori letterari di Wagner. |
| Carl Maria von Weber                          | Friedrich Wilhelm Jähns, Carl Maria von Weber in seinen Werken: chronologisch-thematisches Verzeichniss seiner sämmtlichen Compositionen nebst Angabe der unvollständigen, verloren gegangenen, zweifelhaften und untergeschobenen mit Beschreibung der Autographen, Angabe der Ausgaben und Arrangements, kritischen, kunsthistorischen und biographischen Anmerkungen, unter Benutzung von Weber's Briefen und Tagebüchern und einer Beigabe von Nachbildungen seiner Handschrift, Berlino, Schlesinger, 1871. | J                       | |
| Anton Webern                                  | Hans Moldenhauer, Anton von Webern: a chronicle of his life and work, Londra, Gollancz, 1978, pp. 697–750, ISBN 978-0-575-02436-6. | M                       | |
| Sylvius Leopold Weiss                         | Josef Klima, Silvius Leopold Weiss, 1686-1750: Kompositionen für die Laute: Quellen- und Themenverzeichnis, Maria Enzersdorf, Verl. Wiener Lautenarchiv, Josef Klima, 1975. | K                       | |
| Sylvius Leopold Weiss                         | Douglas Alton Smith, Complete works for lute, Das Erbe deutscher Musik. Sonderreihe, vol. 11-14, Frankfurt, New York, C. F. Peters, 1983. | SC                      | Alternativamente S-C. |
| Jan Dismas Zelenka                            | Wolftgang Reich, Jan Dismas Zelenka : thematisch-systematisches Verzeichnis der musikalischen Werke (ZWV), Studien und Materialien zur Musikgeschichte Dresdens, vol. 6, Dresden, Sächsische Landesbibliothek Dresden, 1985. | ZWV                     | |
| Bernd Alois Zimmermann                        | Heribert Henrich, Bernd Alois Zimmermann Werkverzeichnis: Verzeichnis der musikalischen Werke von Bernd Alois Zimmermann und ihrer Quellen, Magonza, Schott Music, 2014, ISBN 978-3-7957-0688-3. |                         | Comprende annotazioni e lettere di Zimmermann precedentemente non pubblicate. Primo catalogo critico e di ispirazione musicologica di un compositore della seconda metà del ventesimo secolo. |